# Turó de les Mentides (les Franqueses del Vallès)
El Turó de les Mentides és una muntanya de 272 metres que es troba al municipi de les Franqueses del Vallès, a la comarca del Vallès Oriental.